# Буреполомський ВТТ
Буреполомський ВТТ (рос. БУРЕПОЛОМСКИЙ ИТЛ, Буреполомлаг) — підрозділ, що діяв у структурі Головного управління виправно-трудових таборів Народного комісаріату внутрішніх справ СРСР (ГУЛАГ НКВС).
Час існування: організований в 1946 р.;
закритий 29.04.53 (реорг. в ТВ № 4 УВТТК УМВС по Горьковській обл.)

## Підпорядкування і дислокація
- УВТТК УМВС по Горьковській обл.

Дислокація: ст. Шерстки Горьковської залізниці (Горьковська область)

## Чисельність з/к
- 01.01.47 — 7244 ;
- 01.01.48 — 7930

## Буреполомлаг в літературі

### «Таншаєвські вовки»
Поблизу Буреполома місцеві жителі Таншаєвського району йшли в ВОХРу — під час війни, щоб від будинку ближче і на фронт не йти (та й 100 рублів — за запобігання спроби до втечі).
Ворожість оточуючого населення, підживлювалася владою, була головною перешкодою втікачам. Влада не скупилися нагороджувати тих, хто їх ловив (це до того ж було і політичним вихованням). І народності, які населяли околиці ГУЛага, поступово звикали, що спіймати втікача — це свято, збагачення, це як добре полювання або як знайти невеликий самородок. Тунгусам, комякам, казахам платили борошном, чаєм, а де
ближче до житлових поселень, заволзьким жителям поблизу Буреполомського і Унженського таборів, платили за кожного спійманого по два пуди борошна, по вісім метрів мануфактури і по кілька кілограмів оселедця. У воєнні роки оселедець інакше було і не дістати, і місцеві жителі так і прозвали втікачів «оселедцями». В селі
Шерстки, наприклад, при появі всякого незнайомого дітлахи дружно бігли: «Мама! Оселедець іде!»

## Лісоповал
Старше всіх робіт Архіпелагу — лісоповал. Він усіх кличе … і навіть безруких ланкою по три
посилають втоптувати півметровий сніг. Сніг — по груди. Ти — лісоруб. Спершу ти собою утопчеш його біля стовбура. Звалиш стовбур. Потім, ледве проштовхуючись по снігу, обрубаєш всі гілки (ще їх треба тискати в снігу
і сокирою до них добиратися). Все в тому ж пухкому снігу тягнучи, всі гілки ти знесеш до купи і в купах спалиш
(А вони димлять, не горять). Тепер лесину розпиляєш по розміру і заштабелюєш. І норма тобі на брата в день — п'ять кубометрів, а на двох десять. (В Буреполомі — сім кубів, але товсті кряжі треба було ще колоти на плахи.)
Вже руки твої не піднімають сокири, вже ноги твої не ходять.
У роки війни (при військовому харчуванні) звали табірники три тижні лісоповалу — «сухим розстрілом».

## Барак
Барак? А де і землянки, вкопані в землю. А на Півночі частіше — намет, правда обсипаний землею, абияк обкладений тесом. Нерідко замість електрики — гасові лампи, а й лучини бувають, і гноти з вати, вмочені в
риб'ячий жир. (В Усть-Вимі два роки не бачили гасу і навіть в штабному бараці освітлювалися маслом з продсклада.)
Нари в два поверхи, нари в три поверхи, ознака розкоші — вагонка. Дошки найчастіше голі, немає на них нічого: на
інших відрядженнях крадуть настільки дочиста (а потім збувають через вільних), що вже й казенного нічого не
видають і свого в бараках нічого не тримають: носять на роботу і казанки та кухлі (навіть речмішки за спиною — і так землю копають), надягають на шию ковдри, у кого є, або відносять до знайомих в охоронюваний барак. На
день барак порожніє як безлюдний. На ніч би здати в сушарку мокре робоче (і сушарка є!) — так роздягнений же
замерзнеш на голому! Так і сушать на собі.
Вночі примерзає до стіни намета — шапка, у жінок — волосся. Навіть постоли ховають під голови, щоб не вкрали їх з ніг (Буреполом, війна).
Посеред барака — бензинова бочка, пробита під грубку, і добре, якщо розпечена — тоді парний портяночний дух
застилає весь барак. Та не горять в ній сирі дрова. Деякі бараки так заражені паразитами, що не допомагають
чотириденні сірчані обкурювання, і якщо влітку йдуть зеки спати в зоні на землі — клопи повзуть за ними і наздоганяють їх і там. А вошей з білизни зеки виварюють у своїх обідніх казанках.
На центральній садибі Буреполомского табору в бараках доходяг в лютому 1943-го з п'ятдесяти чоловік помирало за ніч дванадцять, ніколи — менше чотирьох. Вранці місця їх займали нові доходяги, які мріяли відлежатися тут на рідкій могарі і чотиристах грамах хліба.